# Alexandru Bologa
Alexandru Florin Bologa (7 de noviembre de 1995) es un deportista rumano que compite en judo adaptado. Ganó tres medallas en los Juegos Paralímpicos de Verano entre los años 2016 y 2024.

## Palmarés internacional
| Juegos Paralímpicos | Juegos Paralímpicos     | Juegos Paralímpicos | Juegos Paralímpicos |
| Año                 | Lugar                   | Medalla             | Categoría           |
| ------------------- | ----------------------- | ------------------- | ------------------- |
| 2016                | Río de Janeiro (Brasil) | Medalla de bronce   | –60 kg              |
| 2020                | Tokio (Japón)           | Medalla de bronce   | –60 kg              |
| 2024                | París (Francia)         | Medalla de oro      | –73 kg J1           |